# Preston Quick
Preston Quick (* 10. Mai 1978 in Colorado) ist ein ehemaliger US-amerikanischer Squashspieler.

## Karriere
Preston Quick spielte von 2001 bis 2005 auf der PSA World Tour. Seine höchste Platzierung in der Weltrangliste erreichte er mit Position 97 im Januar 2003. Mit der US-amerikanischen Nationalmannschaft nahm er 2001, 2003, 2005 und 2009 an der Weltmeisterschaft teil. Bei Panamerikanischen Spielen gewann er 2003 im Einzel die Bronzemedaille. 2003 und 2004 wurde er US-amerikanischer Meister.
Seine Schwester Meredeth Quick war ebenfalls als Squashspielerin aktiv.

## Erfolge
- Panamerikanische Spiele: 1 × Bronze (Einzel 2003)
- US-amerikanischer Meister: 2003, 2004